# Wokaka
Wokaka ou Bokaka est une localité du Cameroun, située dans l'arrondissement de Buéa, le département du Fako et la région du Sud-Ouest.

## Population
En 1953, Wokaka avait 58 habitants. En 1968, Wokaka comptait 593 habitants, principalement des Bakweri. Lors du recensement de 2005, on a dénombré 701 personnes.